# Dixonius muangfuangensis
Dixonius muangfuangensis — вид ящірок з родини геконових (Gekkonidae). Описаний у 2023 році.

## Назва
Видова назва muangfuangensis посилається на типове місцезнаходження — округ Муанфуанг.

## Поширення
Ендемік Лаосу. Відомий лише у типовому місцезнаходженні — храм Синксай, село Надан, округ Муанфуанг, провінція В'єнтьян, Центральний Лаос (18°32'52"N, 101°58'31"E; 276 м над рівнем моря).

## Опис
Тіло завдовжки до 56,7 мм. Спинка оливково-сірого кольору з численними дрібними неправильними чорними вкрапленнями; голова з бурими плямами; світлі плями нерівномірно розташовані від потилиці до основи хвоста; губи з темними смугами; два правильно розташовані білуваті горбки з кожного боку з кожного боку.